# Sonia Kastner
Sonia Kastner   () és una empresària estatunidenca. El 2023, va ser inclosa en la llista 100 Women que la BBC publica anualment, per haver creat l'any 2019 l'empresa emergent Pano AI, que instal·la càmeres de vigilància en torres de telecomunicacions que, mitjançant tecnologia d'intel·ligència artificial, permeten detectar els incendis forestals en el seu primer estadi i així activar l'alerta als serveis d'emergència, guanyant temps per possibilitant-ne l'extinció abans que el foc es descontroli. L'any 2022, Kastner ja havia aparegut en la llista Women of Influence redactada per la revista Entrepreneur.